# سرخاب‌سر کوموری
سرخاب‌سر کوموری یا سرخاب‌سر سرسرخ (نام علمی: Foudia eminentissima) نام یک گونه از سرده گنجشک‌های یخ در بهشت است.